# آقای میلیاردر (فیلم)
آقای میلیاردر (به انگلیسی: Mr. Billion) فیلمی محصول سال ۱۹۷۷ و به کارگردانی جاناتان کاپلان است. در این فیلم بازیگرانی همچون ترنس هیل ، ولری پرین ، جکی گلیسون ، اسلیم پیکنز ، ویلیام ردفیلد و چیل ویلز ایفای نقش کرده‌اند.
فیلم با نام به آقای میلیاردر فارسی دوبله شده‌است 